# Sabana (dworzec kolejowy w Bogocie)
Sabana (hiszp. Estación de la Sabana) – czołowa, wąskotorowa (rozstaw szyn 914 mm) stacja kolejowa w stolicy Kolumbii Bogocie. Znajduje się przy Calle Trece, w dzielnicy El Listón, w południowej części centrum miasta. 

## Historia

### Początki i rozwój

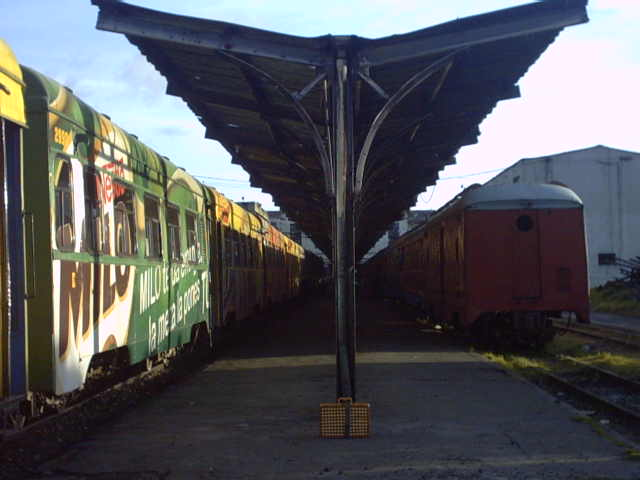
Peron

Obiekt wzniesiono w stylu neoklasycystycznym. Był siedzibą główną Kolumbijskich Kolei Państwowych (FNC), zlikwidowanych w latach 90. XX wieku. Został otwarty 20 lipca 1917, za rządów José Vicente Concha. W pierwszej połowie XX wieku był ważnym czynnikiem rozwoju tej części miasta. Ze względu na upadek sektora usług publicznych w Kolumbii oraz likwidację narodowego przewoźnika (1991), w tym Ferrocarril de la Sabana, budynek niszczał i był dewastowany. 
Dworzec powstał ze względu na dynamiczny rozwój transportu towarowego i pasażerskiego pomiędzy Bogotą, a doliną rzeki Magdalena, która rozwijała gospodarczo od XIX wieku. Z technicznego punktu widzenia w 1908 połączono linie kolejowe między Bogotą a Facatativą, poprzez dzielnice San Victorino, Puente Aranda i Fontibón, a także port rzeczny Girardot. Do 1924 pasażerowie musieli przesiadać się w połowie drogi, ponieważ różnice w rozstawie szyn na obu odcinkach trasy różniły się o 0,91 cm.
Stacja została zaprojektowana przez Mariano Santamaríę i została zbudowana w latach 1913–1917 przez angielskiego inżyniera Williama Lidstone'a. Koszt budowy wyniósł 750 000 ówczesnych złotych pesos. Wystrojem i detalem zajął się szwajcarski rzeźbiarz Colombo Ramelli. Budynek ten zastąpił stary dworzec wybudowany w 1887 na inaugurację linii kolejowej między Bogotą a Facatativą. Sabana stała się stacją centralną wszystkich linii prowadzących do Bogoty.
W 1953 sieć Ferrocarril de la Sabana obejmowała kolej zachodnią z sześcioma stacjami, południową z pięcioma, północną z czterema, północno-wschodnią z ośmioma i wschodnią z jedną stacją. W tym czasie sieć miała największą długość, która wynosiła około 200 km.
W 1954 wnętrza gruntownie przebudowano, m.in. zacierając elementy dekoracyjne. Dobudowano wówczas dwie kondygnacje i zmieniono elewację. Zachowano jedynie oryginalny projekt lobby. W latach późniejszych rozebrano skrzydło wschodnie. 

### Upadek i reaktywacja
Budynek został uznany za zabytek narodowy na mocy dekretu 2390 z dnia 26 września 1984 ze względu na jej znaczenie historyczne i kulturowe. Nie zapobiegło to niszczeniu i dewastacji obiektu, zwłaszcza po upadku narodowego przewoźnika w 1991.
Remont i ponowne uruchomienie przewozów turystycznych nastąpiło w 1993. Obecnie jest to stacja początkowa pociągów turystycznych prowadzonych przez Tren Turístico de la Sabana do miejscowości Zipaquirá (53 km). 

## Galeria

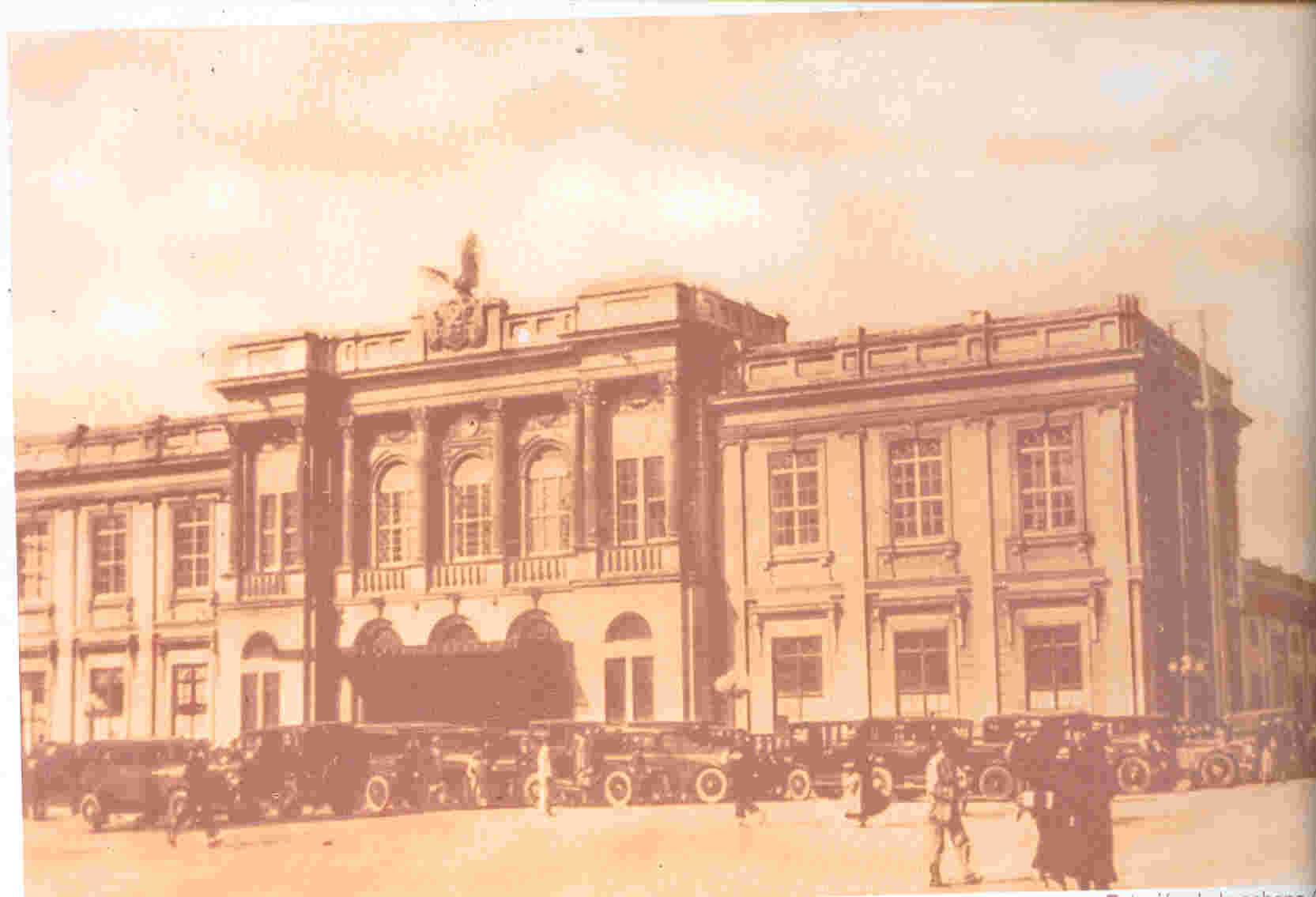
Widok z 1930
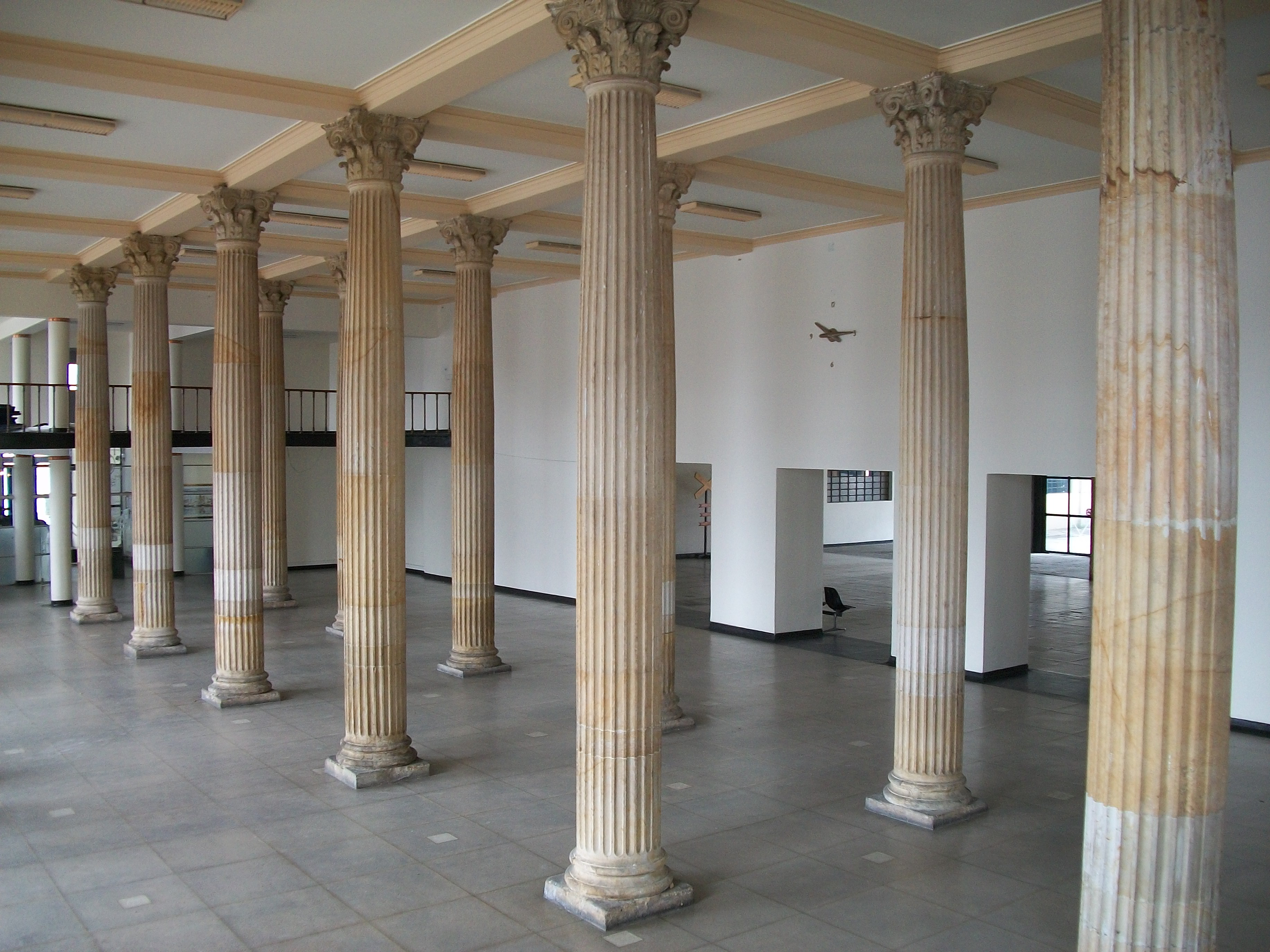
Perystaza we wnętrzu
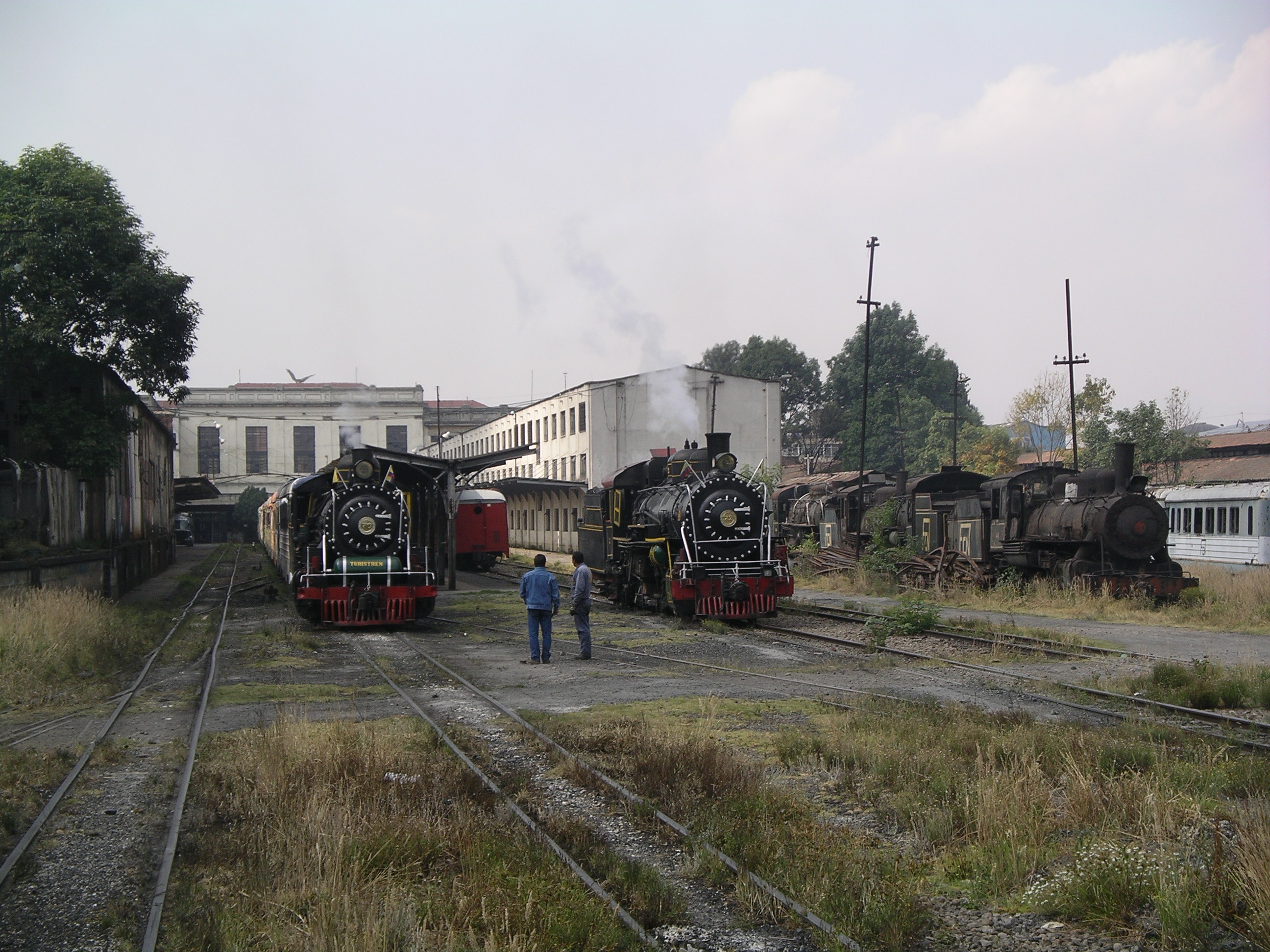
Widok od strony peronów (Tren Turístico de la Sabana)